# Doom:VS
Doom:VS ist ein schwedisches Funeral-Doom-Projekt von Draconian-Gitarrist Johan Ericson.

## Geschichte
2004 rief Ericson das Projekt ins Leben, weil er langsameren und schwereren Doom Metal aufnehmen wollte, der nicht zu Draconian passte. Der Name Doom:VS leitet sich vom lateinischen „domus“ für „Haus“ ab, das mit dem zusätzlichen „o“ für „House of Doom“ stehen soll. Ericson spielt alle Instrumente, singt sämtliche Stimmen und gestaltet die Artworks. Auch für die Kompositionen zeichnet er allein verantwortlich, da er bisher noch keinen Musiker finden konnte, der seine Vorstellung von Musik teilt. Das erste Demo 2004 führte zu einem Plattenvertrag für zwei Alben beim finnischen Independent-Label Firedoom, einem Sublabel von Firebox. 
2006 erschien das Debütalbum Aeternum Vale, das auf überwiegend positive Kritiken stieß. Ebenso positiv aufgenommen wurde das 2008 veröffentlichte zweite Album Dead Words Speak. Zwar plant Ericson, noch weitere Alben zu veröffentlichen, schließt aber Live-Auftritte aus.

## Stil
Der von Doom:VS gespielte Doom Metal ist dem von Draconian ähnlich. Der Sound ist gekennzeichnet von schleppendem Downtempo-Metal mit komplexen Songstrukturen und düsterer Grundstimmung. Dabei wechseln sich Growls und klarer Gesang ab. Als Haupteinflüsse nennt Ericson Bands wie Mourning Beloveth und Candlemass.

## Diskografie
- 2004: Empire of the Fallen (Demo)
- 2006: Aeternum Vale (Album, Firebox/Firedoom)
- 2008: Dead Words Speak (Album, Firebox/Firedoom)
- 2014: Earthless (Album, Solitude Productions)